# Erazm (biskup gnieźnieński)
Erazm (ur. ?, zm. 1433) – polski duchowny rzymskokatolicki, dominikanin, biskup pomocniczy magdeburski i gnieźnieński.

## Życiorys
W aktach zarówno Kurii Rzymskiej jak i zakonu dominikanów zapisany jest pod nazwiskiem Willis lub Willich. Na tej podstawie można przypuszczać, że należał do krakowskiej rodziny Wiluszów (Wiliszów). Jego polskim pochodzeniem można również wytłumaczyć jego przenosiny z Niemiec do Polski.
14 marca 1414 antypapież Jan XXIII prekonizował go biskupem pomocniczym archidiecezji Magdeburga oraz biskupem in partibus infidelium natureńskim. Brak informacji, kiedy i od kogo przyjął sakrę biskupią.
W późniejszych latach został biskupem pomocniczym archidiecezji gnieźnieńskiej, którą zarządzał w zastępstwie arcybiskupa w latach 1420–1424. Zmarł najprawdopodobniej w 1433.